# Marcel Gladek
Marcel Gladek (31 juli 2005) is een Sloveens wielrenner die anno 2024 rijdt voor Sava Kranj Cycling.

## Carrière
In zijn jaren bij de junioren werd Gladek onder meer negende in het nationale kampioenschap op de weg en nam hij deel aan het Europese kampioenschap in diezelfde discpline. Daarnaast won hij de XCO Predolac, een cross-country in Kroatië.
In december 2023 werd Gladek vijfde in het door Mihael Štajnar gewonnen nationale kampioenschap veldrijden. Anderhalve maand later werd hij, tijdens de nationale kampioenschappen baanwielrennen, derde op het onderdeel sprint. Op de weg maakte hij in 2024 de overstap naar Sava Kranj Cycling. Namens dat team won hij begin maart de proloog in de Istrian Spring Trophy.

## Overwinningen
2022
XCO Predolac, Junioren
2024
Proloog Istrian Spring Trophy

## Ploegen
- 2024 –  Sava Kranj Cycling

Flaks · Gladek · Komac · Marolt · Otoničar · Pečnik · Podlesnik · Štajnar (tot 4/6) · Ziherl · Žumer